# 1961.
◄ | 19. stoljeće | 20. stoljeće | 21. stoljeće | ►
◄ | 1930-ih | 1940-ih | 1950-ih | 1960-ih | 1970-ih | 1980-ih | 1990-ih | ►
◄◄ | ◄ | 1958. | 1959. | 1960. | 1961. | 1962. | 1963. | 1964. | ► | ►►
Arhitektura • Astronautika • Astronomija • Biologija • Film • Fotografija • Glazba • Kazalište • Kemija • Kiparstvo • Knjige • Književnost • Kršćanstvo • Meteorologija • Medicina • Planinarstvo • Politika • Pravo • Promet • Slikarstvo • Strip • Šport • Televizija • Znanost • Zrakoplovstvo • Željeznički promet

## Događaji
- 12. travnja – prvi čovjek u svemiru, Jurij Gagarin
- 13. kolovoza – započela izgradnja Berlinskog zida
- 30. listopada – detonirano najsnažnije nuklearno oružje Car-bomba sovjetska termonuklearna bomba

## Rođenja

### Siječanj – ožujak
- 20. siječnja – Marijan Brkić – Brk, hrvatski glazbenik i gitarist
- 25. siječnja – Hrvoje Barbir Barba, hrvatski književnik
- 13. veljače – Henry Rollins, američki glazbenik, kantautor, glumac
- 25. veljače – Igor Žic, hrvatski prozaik, esejist i kritičar
- 12. ožujka – Mary Nevill, engleska igračica hokeja na travi
- 14. ožujka – Branko Borković, hrvatski vojni zapovjednik

### Travanj – lipanj
- 3. travnja – Eddie Murphy, američki filmski glumac
- 14. travnja – Robert Carlyle, škotski glumac
- 16. travnja – Doris Dragović, hrvatska pjevačica
- 20. travnja – Nicholas Lyndhurst, britanski glumac
- 21. travnja – Mladen Horvat, hrvatski glumac († 2025.)
- 6. svibnja – George Clooney, američki glumac
- 9. svibnja – John Corbett, američki glumac
- 14. svibnja – Tim Roth, britanski glumac
- 17. svibnja – Enya, irska glazbenica
- 31. svibnja – Lea Thompson, američka glumica i redateljica
- 1. lipnja – Jevgenij Prigožin, ruski oligarh
- 8. lipnja – Alka Vuica, hrvatska pjevačica
- 9. lipnja – Michael J. Fox, kanadsko-američki glumac
- 19. lipnja – Dubravka Ostojić, hrvatska glumica
- 20. lipnja – Vesna Škare-Ožbolt, hrvatska političarka
- 21. lipnja – Luis de la Fuente, španjolski nogometni trener
- 29. lipnja – Jasna Odorčić, hrvatska glumica
- 30. lipnja – Ksenija Pajić, hrvatska glumica

### Srpanj – rujan
- 1. srpnja – Carl Lewis, američki atletičar, olimpijski pobjednik
- 1. srpnja – Diana, princeza od Walesa, supruga britanskog prijestolonasljednika († 1997.)
- 1. srpnja – Peter Machajdík, slovački skladatelj
- 5. srpnja – Zlatko Saračević, hrvatski rukometaš i trener († 2021.)
- 2. rujna – Hasmik Papian, armenska sopranistica
- 15. srpnja – Forest Whitaker, američki glumac
- 4. kolovoza – Barack Obama, američki predsjednik, političar
- 8. kolovoza – The Edge, gitarist irske rock grupe U2
- 8. kolovoza – Sanja Vejnović, hrvatska glumica
- 19. kolovoza – Sandra Sabattini, talijanska blaženica († 1984.)
- 31. kolovoza – Tonino Picula, hrvatski političar
- 1. rujna – Marina Logvinenko, sovjetska i ruska streljašica
- 6. rujna – Višnja Babić, hrvatska glumica
- 12. rujna – Mylene Farmer, francuska pjevačica
- 18. rujna – James Gandolfini, američki glumac († 2013.)
- 23. rujna – Dubravka Vrgoč, hrvatska dramaturginja

### Listopad – prosinac
- 23. listopada – Marko Pipunić, hrvatski poduzetnik
- 31. listopada – Larry Mullen mlađi, bubnjar irske rock grupe U2
- 1. studenog – Branka Lozo, hrvatska političarka i znanstvenica
- 19. studenog – Meg Ryan, američka glumica
- 29. studenog – Kim Delaney, američka glumica

### Nepoznat datum rođenja
- Sanja Lovrenčić, hrvatska književnica
- Žarko Milenić, hrvatski književnik

## Smrti

### Siječanj – ožujak
- 4. siječnja – Erwin Schrödinger, austrijski fizičar (* 1887.)
- 10. siječnja – Dashiell Hammett, pisac
- 23. siječnja – Josip Kosor, hrvatski književnik (* 1876.)
- 14. ožujka – Akiba Rubinstein, poljski šahist (* 1880.)

### Travanj – lipanj
- 6. travnja – Jules Bordet, belgijski znanstvenik (* 1870.)
- 12. travnja – Nils-Eric Fougstedt, finski dirigent i skladatelj (* 1910.)
- 13. svibnja – Gary Cooper, američki glumac (* 1901.)
- 6. lipnja – Carl Gustav Jung, švicarski psiholog i psihijatar (* 1875.)
- 10. lipnja – Katerina Bilokur, ukrajinska slikarica (* 1900.)
- 19. lipnja – Elena Aiello, talijanska redovnica (* 1895.).
- 22. lipnja – Elza Karlovac, hrvatska operna pjevačica (* 1910.)

### Srpanj – rujan
- 2. srpnja – Ernest Hemingway, američki književnik (* 1899.)

### Listopad – prosinac
- 16. studenog – Milan Šenoa, hrvatski književnik (* 1869.)

## Nobelova nagrada za 1961. godinu
- Fizika: Robert Hofstadter i Rudolf Mössbauer
- Kemija: Melvin Calvin
- Fiziologija i medicina: Georg von Békésy
- Književnost: Ivo Andrić
- Mir: Dag Hjalmar Agne Carl Hammarskjöld

## Vanjske poveznice
|  | Zajednički poslužitelj ima još gradiva o temi 1961. |